# Сытник, Виктор Петрович
Виктор Петрович Сытник (1 июня 1939, совхоз им. Парижской Коммуны, Кегичёвский район, Харьковская область, УССР, СССР — 14 февраля 2016, Киев. Украина) — советский и украинский государственный и научный деятель, доктор экономических наук, заместитель премьер-министра Украины (1992), вице-президент Национальной академии аграрных наук Украины (1992—2010).

## Биография

### Образование и научная деятельность
Родился в крестьянской семье Петра Прокоповича и Матроны Андреевны. После окончания школы в родном поселке поступил на агрономический факультет Днепропетровского сельскохозяйственного института, который окончил в 1963 г. с присвоением специальности ученого-агронома.
С ноября 1992 по март 1996 г. — вице-президент Украинской академии аграрных наук (УААН).
В 1993 г. в Институте аграрной экономики УААН защитил кандидатскую диссертацию на тему «Развитие хозяйственного расчета в агропромышленном комплексе в условиях становления рыночной экономики» (в форме научного доклада).
В 1996—2010 гг. — первый вице-президент Украинской академии аграрных наук.
В 2002 г. в Институте экономики НАНУ защитил диссертацию на соискание ученой степени доктора экономических наук в виде монографии на тему «Трансформация агропромышленного комплекса Украины в рыночные условия». В том же году стал академиком Украинской академии аграрных наук (отделение аграрной экономики и земельных отношений, экономика сельскохозяйственного производства и АПК).
Автор или соавтор более 90 научных трудов, в том числе одной индивидуальной и 9 коллективных монографий.
Работал над вопросами формирования и функционирования эффективных высокотоварных хозяйственных систем агропромышленного комплекса в условиях перехода к рыночным отношениям, паритетного обмена между сельским хозяйством и промышленными отраслями, цен и ценообразования, принимал непосредственное участие в совершенствовании экономического механизма хозяйствования, введения арендных отношений в сельском хозяйстве, структурной перестройке АПК.
Активно участвовал в разработке законодательных актов, государственных научно-технических программ и других нормативно-правовых документов по вопросам реформирования и развития агропромышленного комплекса, функционирования аграрной науки, научных докладов и записок, которые подавались Академией органам законодательной и исполнительной власти. Среди них: проекты законов Украины «О зерне и рынке зерна на Украине» (2002), «О личном крестьянском хозяйстве» (2001), «О сельскохозяйственной совещательной деятельности» (2001), Национальная программа развития сельскохозяйственного производства (1996), Концептуальные основы аграрной политики (1997), проекты положений, утвержденных постановлениями Кабинета Министров Украины по внедрению залоговых закупок зерна и порядок определения залоговых цен, по определению нормативных затрат на производство сельскохозяйственной продукции (2001), о рынке земель (2010) и ряд других документов.
Обосновал и практически реализовал целый ряд новых подходов к формам интеграции сельскохозяйственной науки с производством.
Являлся заместителем главного редактора научно-теоретического журнала Национальной академии аграрных наук Украины «Вестник аграрной науки», членом редакционных коллегий научно-практического издания Международного аграрно-промышленного инвестиционного концерна «Агропроминвестинтернешнл» и «Агроинком», научно-теоретического и научно-практического журнала «Вестник Днепропетровского государственного аграрного университета», международного научно-производственного журнала «Экономика АПК».

### Трудовая и политическая деятельность
Член КПСС с 1958 г.
Трудовую карьеру начал в мае 1962 г. в должности главного агронома по учебно-исследовательского хозяйства «Сухачивка» Днепропетровского сельскохозяйственного института.
- 1963—1964 гг. — старший агроном по производству кормов,
- 1964—1966 гг. — начальник планово-экономического отдела,
- 1966—1976 гг. — начальник отдела производства продуктов растениеводства, заместитель и первый заместитель начальника Днепропетровского областного управления сельского хозяйства,
- 1976—1985 гг. — заместитель и заведующий отделом Управления делами Совета Министров УССР,
- 1985—1991 гг. — первый заместитель председателя Государственного аграрного комитета УССР, министр УССР,
- 1991 г. — первый заместитель министра сельского хозяйства Украины,
- февраль-ноябрь 1992 г. —вице-премьер-министр Украины,
- 1992—1993 гг. — заместитель президента Украинской академии аграрных наук (УААН),
- 1993—1996 гг. — вице-президент,
- 1996—2010 гг. — первый вице-президент УААН.

Избирался депутатом Верховной Рады Украины первого созыва от Оржицкого района № 329. Являлся членом комиссии по вопросам агропромышленного комплекса.
Ещё в период работы в правительстве он вошел в Ассоциацию аграрников-экономистов, затем стал председателем Всеукраинского союза информационных специалистов АПК, председателем Совета по вопросам организации деятельности центров научного обеспечения агропромышленного производства. Кроме того с июля 1998 г. является членом Межведомственной комиссии по вопросам регулирования рынка продовольствия, цен и доходов сельскохозяйственных товаропроизводителей.

## Награды и звания
Награждён орденами «Знак Почета» (1971), Трудового Красного Знамени (1973, 1976), «За заслуги» III степени (май 2004), II степени (май 2009), «За заслуги» I степени (май 2014), четыре медали.
Заслуженный работник сельского хозяйства Украины (1999).

## Семья
С женой Лидией Ефимовной воспитал двух сыновей. Старший сын Валерий работал капитаном МВД и умер в 1992 году из-за болезни, связанной с последствиями аварии на Чернобыльской АЭС. Младший сын — Юрий — работал судебно-медицинским экспертом, главным специалистом секретариата Уполномоченного Верховной Рады Украины по правам человека.